# Japigny kirschbaum
Japigny kirschbaum is een straalvinnige vissensoort uit de familie van de Amerikaanse mesalen (Sternopygidae). De wetenschappelijke naam van de soort is voor het eerst geldig gepubliceerd in 2011 door Meunier, Jégu & Keith.